# Gondomar (Portugal)
Gondomar is een plaats en gemeente in het Portugese district Porto.
De gemeente heeft een totale oppervlakte van 133 km² en telde 164.096 inwoners in 2001.

## Plaatsen in de gemeente
1. Baguim do Monte
2. Covelo
3. Fânzeres
4. Foz do Sousa
5. Jovim
6. Lomba
7. Medas
8. Melres
9. Rio Tinto
10. São Cosme
11. São Pedro da Cova
12. Valbom

## Geboren
- André Cardoso (1984), wielrenner
- Cláudia Pascoal (1994), zangeres
- André Silva (1995), voetballer